# Cerco ao Hotel Manila Peninsula
O cerco ao Hotel Manila Peninsula ocorreu em 29 de novembro de 2007, no hotel Manila Peninsula em Makati, Filipinas. O senador Antonio Trillanes IV, o brigadeiro-general Danilo Lim e outros 25 oficiais do Grupo Magdalo abandonaram o julgamento do motim de Oakwood de 2003 e marcharam pelas ruas de Makati. Os amotinados exigiam a destituição da presidente Gloria Macapagal Arroyo e tomaram a sala de eventos Rizal, no segundo andar do Hotel Manila Peninsula, ao longo da Avenida Ayala. O ex-vice-presidente Teofisto Guingona Jr. e alguns soldados das Forças Armadas das Filipinas juntaram-se à marcha até o hotel.
Após várias horas, Trillanes e Lim se renderam às forças governistas depois que um veículo blindado militar invadiu a porta de vidro do saguão do hotel e as paredes e janelas do local sofreram danos causados por armas. Trillanes e os amotinados foram presos, enquanto vários jornalistas que cobriam o evento foram detidos. Os jornalistas foram posteriormente libertados.

## Ocupação

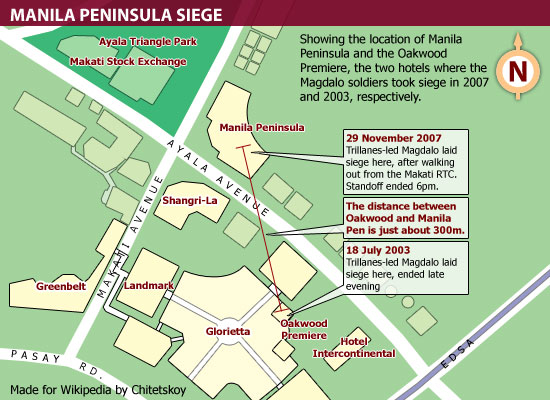
The Oakwood Premiere e The Peninsula Manila em Makati, locais dos motins do Grupo Magdalo em 2003 e 2007, respectivamente.

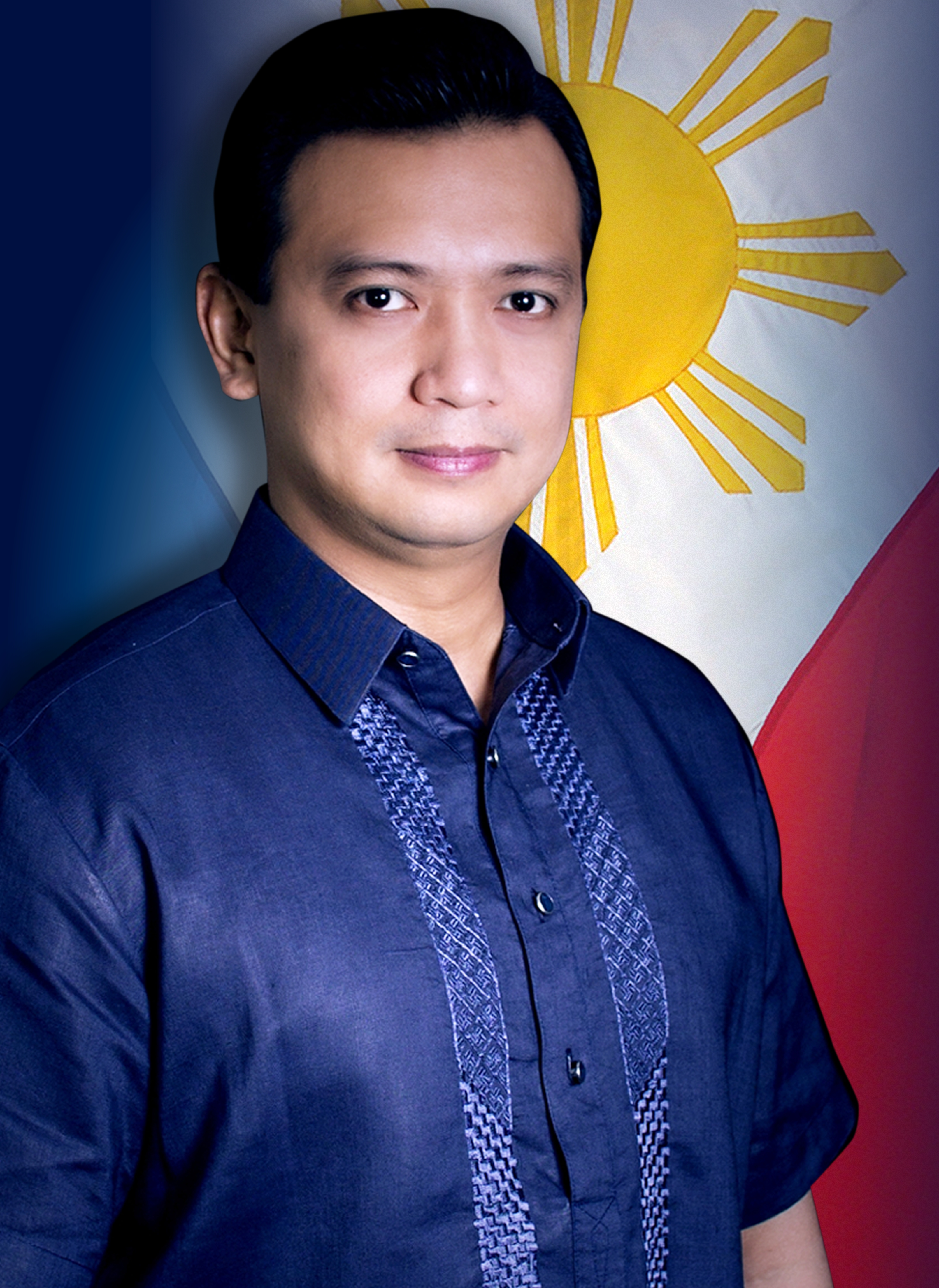
Senador Antonio Trillanes, líder do motim.

Em 29 de novembro de 2007, liderados pelo senador Antonio Trillanes IV e pelo brigadeiro-general do Exército Danilo Lim, trinta soldados com guardas armados, em julgamento pelo Motim de Oakwood de 2003, abandonaram o tribunal e marcharam em direção ao luxuoso Hotel Manila Peninsula em Makati, o centro financeiro da capital filipina, Manila. A eles juntou-se o ex-vice-presidente Teofisto Guingona Jr., que chamou o encontro de "Nova EDSA". Igaulmente aderiram outros militares e civis portando rifles M-16 ou M-14. Os soldados, alguns dos quais carregavam e usavam bandeiras e distintivos do grupo de amotinados Magdalo, marcharam pela Avenida Makati e ocuparam o segundo andar do hotel. O senador Trillanes e o brigadeiro-general Lim permaneceram na sala de eventos Rizal negociando a maior parte do tempo.
A presidente Gloria Macapagal-Arroyo convocou uma reunião de gabinete de emergência ao retornar ao Palácio Malacañang a bordo de um helicóptero em meio a forte segurança. O bispo católico de Novaliches, Antonio Tobias, o bispo emérito de Infanta Julio Labayen, Jimmy Regalario do Kilusang Makabansang Ekonomiya, o padre Robert Reyes e o ex-presidente da Universidade das Filipinas, Francisco Nemenzo, juntaram-se ao grupo de Trillanes; enquanto o secretário executivo Eduardo Ermita e o porta-voz presidencial e secretário de imprensa Ignacio Bunye regressaram às pressas a Malacañang. O Grupo de Segurança Presidencial isolou o palácio enquanto as tropas protegiam as vias expressas Norte e Sul de Luzon. Um website logo surgiu, proclamando Lim e Trillanes como os líderes golpistas. A entrada do site dizia:
"O senador Antonio Trillanes, o brigadeiro-general Danilo Lim, os soldados do Magdalo, seus guardas e o povo começaram a marchar em direção ao triângulo Makati. [...] Atualmente encontramos a existência de um conceito perigoso onde as forças armadas agora devem sua obediência primária e lealdade àqueles que exercem temporariamente a autoridade do poder executivo do governo, e não ao país e à Constituição que juraram proteger. Esse é um conceito que desafiamos e lutamos para erradicar. Se você acredita que é um homem de vontade e coragem com motivos altruístas e corajoso o suficiente para lutar contra tal tirania, levante-se e seja contado!"
A Polícia Nacional das Filipinas declarou estado de alerta vermelho na região metropolitana de Manila como resultado do incidente.
Às 14h46, o Diretor de Polícia Geary Barias, chefe da Delegacia de Polícia da Região da Capital Nacional, ordenou que todos dentro do hotel fossem retirados.
Mariano Garchitorena, gestor público do Manila Peninsula, afirmou que não houve problemas com Trillanes e seus homens, dizendo que: "Eles não abusaram dos funcionários do nosso hotel. Eles foram muito cavalheirescos em seu ato. Não incomodaram nossa equipe e não incomodaram nossos hóspedes; Ele (Trillanes) nos garantiu que eles não significavam nenhum dano aos civis, aos hóspedes e a todos os nossos funcionários, é claro."

## Cerco e assalto
As Forças Armadas das Filipinas enviaram pelo menos três batalhões de infantaria, compostos por cerca de 1.500 soldados, para Makati para esmagar a revolta. Os fuzileiros navais filipinos afirmaram que eram leais à cadeia de comando e que ajudariam a esmagar a rebelião. Eles enviaram três veículos blindados e dois caminhões de tropas para Makati para apoiar unidades policiais e militares na área.
O juiz Oscar Pimentel, do Tribunal Regional de Primeira Instância de Makati, emitiu um mandado de prisão e o Diretor de Polícia Barias declarou: "As prisões serão feitas às 15h."  A Polícia Nacional deu a Trillanes e Lim até esse momento para se renderem, uma vez que evacuaram hóspedes e pessoal de dentro do hotel. Lim declarou: "Damos este passo fatídico de remover a Sra. Macapagal Arroyo da presidência e empreendemos a formação de um novo governo."
A investida planejada foi suspensa até as 15h58; quando 50 comandos da Força de Ação Especial fizeram fila em frente ao hotel para forçar a prisão dos soldados rebeldes. Os comandos, que transportavam máscaras de gás, entraram em formação depois de os soldados rebeldes se recusarem a aceitar mandados de prisão. Havia indícios de que os soldados rebeldes armados dentro do hotel estavam prontos para a batalha.
Veículos blindados de transporte de pessoal e veículos blindados de combate da polícia e das forças armadas também foram enviados ao redor do hotel. O movimento se intensificou depois das 16h, quando policiais com equipamento completo de batalha dispararam tiros de advertência enquanto se preparavam para invadir o hotel. Imagens feitas pela ABS-CBN Sky Patrol mostraram comandos da Força de Ação Especial movendo-se em formação de batalha em direção ao hotel.
Os vidros das janelas foram quebrados para permitir a dispersão do gás lacrimogêneo para os que estavam retidos dentro do hotel. Depois, ouviu-se uma troca de tiros entre militares e rebeldes. Os disparos pararam às 16h30.  O Bispo Julio Labayen apelou: “Por favor, não invadam o local... para que ninguém se machuque”. (16h37) Várias equipes de TV e rádio, assim como outros profissionais da mídia, ficaram presos no hotel, enquanto o Palácio apelava à mídia e ao público para ficarem longe de Makati.
Um veículo blindado de combate arrombou o saguão do hotel às 17h10, com soldados entrando. Trillanes e Lim decidiram render-se às autoridades para evitar a perda de vidas, uma vez que vários jornalistas e outros civis estavam com eles. O Diretor de Polícia Geary Barias declarou que o impasse no hotel havia terminado quando os soldados amotinados concordaram em sair e se render após o cerco de 6 horas (17h30).

## Prisões
Às 18h, Trillanes, Lim e seus companheiros e Guingona foram presos pela Polícia Nacional e enviados para a sede do Gabinete de Polícia da Região da Capital Nacional (NCRPO) em Camp Bagong Diwa, Taguig. Os jornalistas da ABS-CBN News and Current Affairs, Bloomberg, NHK, DWIZ, Manila Bulletin e Malaya  que cobriam o evento também foram presos. Todos foram orientados a deixar seus pertences e não trazer nada consigo. Foram aconselhados por um advogado a não falar, pois o que a polícia estava a fazer era contra a lei e violava os seus direitos. Pe. Reyes e o Bispo Labayen também foram vistos embarcando no mesmo ônibus com os jornalistas presos. A Força de Ação Especial esteve envolvida na prisão de Lim.
Trillanes disse que estava pronto para enfrentar quaisquer acusações que o governo lhe fizesse.
Numa entrevista televisiva à ABS-CBN, o secretário da Defesa, Gilberto Teodoro, defendeu as prisões de repórteres da mídia, pois os policiais que os prenderam "não conheciam os jornalistas e podem tê-los confundido com soldados renegados", embora vários desses jornalistas apresentassem programas televisivos proeminentes. Vários jornalistas, principalmente de TV e rádio, foram libertados da sede do NCRPO.
Um toque de recolher da meia-noite às 5h foi implementado nas regiões metropolitanas de Manila, Luzon Central e Calabarzon na noite de 29 a 30 de novembro.

## Nota
- Este artigo foi inicialmente traduzido, total ou parcialmente, do artigo da Wikipédia em inglês cujo título é «Manila Peninsula siege».